# 禁区

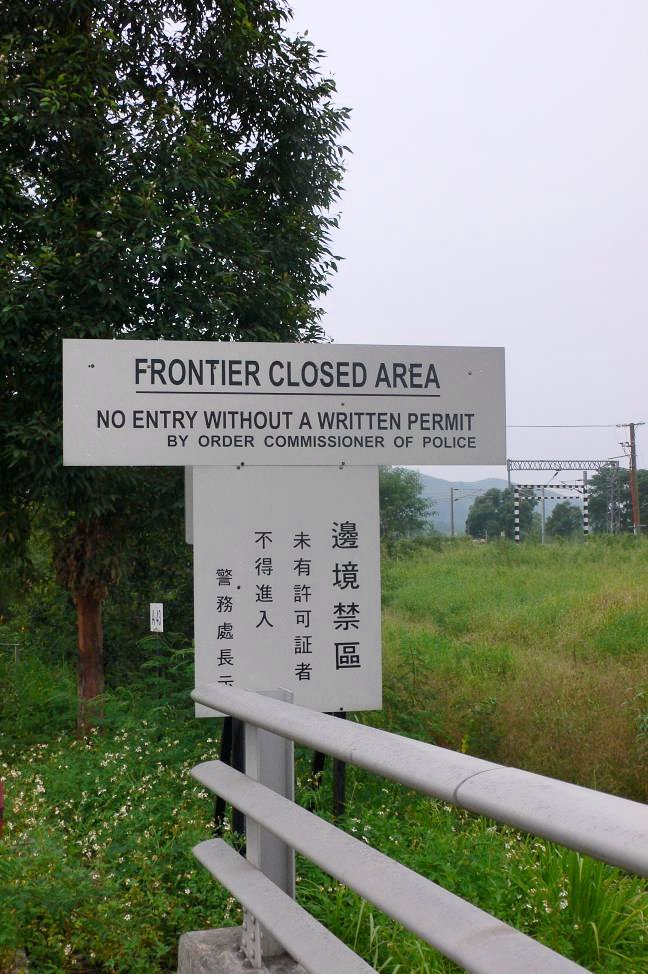
位於香港羅湖的邊境禁區告示牌

禁区（英語：Restricted Area），是指一个「未經許可不允许进入」的特殊地区或者区域，也可以說受邀請的、指定人士才可進入該區。禁區有多種，例如機場禁區、邊境禁區、休戰區、禁漁區等。

## 軍事禁區
部分禁区是出于军事需要设立的，比如军事禁区、军事演习场、边防禁区等等。但是禁区也可以用来作为环境保护和物种保护的措施。在爆发传染病或者其它灾难（比如大水、火山、地震、核事故等等）时政府也可以设立禁区来防止灾难的扩大、防止有人趁机抢劫、或者防止有人不慎或者故意进入危险区，危害到自己或他人的人身安全。
一般禁区周围有设施和警告牌提醒再向前将进入禁区，在比较短期设立的禁区（比如因为灾难设立的禁区）至少在所有进入禁区的大道路上有把守或者警告。在比较长期设立的禁区（比如军事禁区或者环保区）往往会有铁丝网、警报装置、瞭望哨等设施将整个区域保护起来。军事禁区外往往还会有一道禁止拍照的区域，内部有可能会有地雷、自动射击装置等保护设施。有些禁区只是在一定的时间里禁止进入，比如专门为保护某种稀有动物设立的禁区可能只是在这种动物繁殖的时候不准进入。
在战争时作战的一方或者双方可能将一个地区或者海域规定为禁区，并宣布将摧毁任何进入该禁区的车辆或者舰船。这个手段一般被用来截断不参加作战的第三者对对方的援助。比如在2006年以黎衝突中以色列宣布整个黎巴嫩南部为禁区。

## 設施
- 保安員
- 警察
- 鐵絲網
- 許可證
- 圍牆
- 密碼鎖